# 11779 Церніке
11779 Церніке (11779 Zernike) — астероїд головного поясу, відкритий 16 жовтня 1977 року.
Тіссеранів параметр щодо Юпітера — 3,390.
Названо на честь Фріца Церніке (нід. Frits Zernike, 1888 — 1966) — голландського фізика, лауреата Нобелівської премії з фізики 1953 року «Премія за обґрунтування фазово-контрастного методу, особливо за винахід фазово-контрастного мікроскопа».